# Principal Financial
Principal Financial est une entreprise d'assurance américaine ayant son siège social dans la ville de Des Moines en Iowa.

## Activités
- Gestion de fonds de retraite

- Assurance vie et non vie (27,1%) ;

- Gestion d'actifs (9,1%).

A fin 2019, le groupe compte 735,3 Mds USD d'actifs sous gestion.